# Sepulcro de los Vallterra-Fernández de Heredia
El Sepulcro de los Vallterra-Fernández de Heredia se trata de una obra funeraria del gótico valenciano (último decenio del siglo XIV). Consiste en un doble sepulcro que se encuentra ubicado dentro de la capilla de san Salvador, en uno de los ángulos del claustro de la Catedral de Segorbe. 

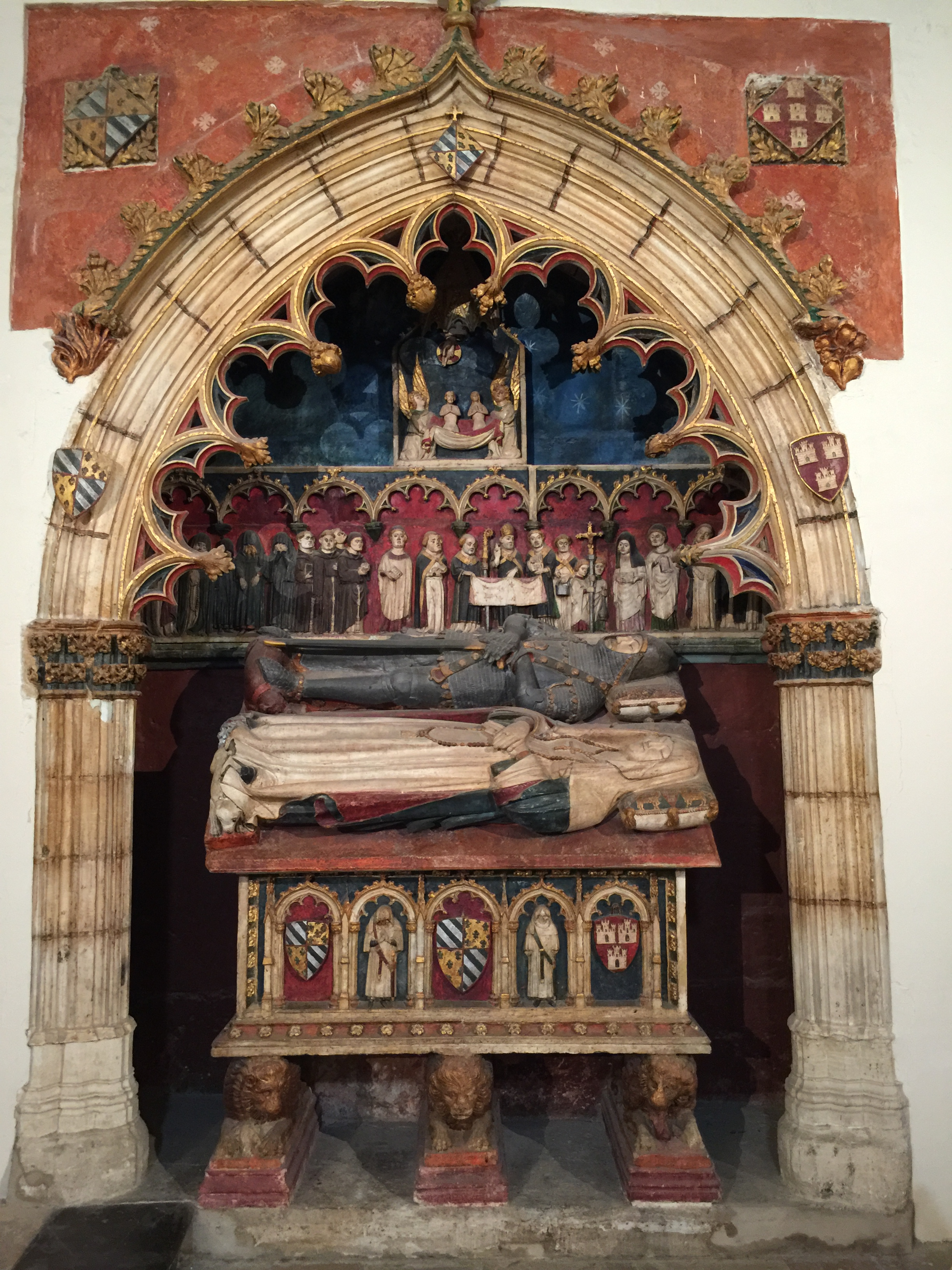

|              | Sepulcro de los Vallterra-Fernández de Heredia |
| ------------ | ---------------------------------------------- |
| Localización | Capilla del Salvador (Catedral de Segorbe)     |
| Fecha        | Último decenio del siglo XIV                   |
| Autoría      | Pere Moragues o círculo (atrib.).              |
| Material     | Piedra caliza                                  |

## Historia
La capilla y su fundación está estrechamente vinculada a la figura de Ènnec de Vallterra (†1407), que aconteció un importante promotor de las artes. Era descendente de una noble y antigua familia navarra establecida en el Reino de Valencia, fue obispo en Segorbe en 1370. Con ello deseó ampliar y reformar el espacio de la diócesis en cuestión. La presencia de sepulcros monumentales en la Valencia del gótico responde al concepto de muerte que se tiene. En la cultura de los siglos XIV y XV, reyes, miembros de la alta aristocracia y linajes nobiliarios menores se vieron como un elemento de prestigio personal. Fueron muchos los que quisieron expresar la fama una vez muertos, mediante proyectos de carácter funerario. Así lo entendió Ènnec, como un medio de expresión y distinción social de su linaje. Sin embargo, el encargo del prelado se ejecutó mientras ocupaba la sede de Tarragona, pero mantenía fuertes vínculos con la sede de Segorbe. Jugaría entonces un papel clave en la erección de la capilla de san Salvador, una advocación muy arraigada en el ámbito de la diócesis de Segorbe. La capilla se trata de un recinto privilegiado para el descanso eterno de los padres de Ènnec: Elvira Sánchez de Heredia y un miembro de los Vallterra. La edificación de la capilla puede fijarse entre 1380 y 1401, aproximadamente. Fue consagrada en 1401, el mismo año que la capilla de san Martín en la Cartuja de Vall de Cristo.
Se trata de un espacio trapezoidal que queda cubierto por una gran bóveda estrellada de cuatro puntas con terceletes y contraterceletes. Se piensa que esta bóveda estrellada podría tratarse de las primeras realizadas en el reino de Valencia.
Con todo, la capilla ha acontecido desde finales del siglo XIV un espacio muy especial e importante del claustro de la catedral. Por una parte por sus dimensiones pero también por las dotaciones que recibió.

## Autoría
La escultura del sepulcro en cuestión se ha querido relacionar con el taller de Pere Moragues, un centro operativo procedente de Cataluña.
Durante este periodo hay abundantes noticias de pintores y orfebres, mientras que de los maestros escultores no  tenemos casi nada en el ámbito valenciano. Por esta razón, tendemos a pensar que una obra como el sepulcro de los Vallterra fue obra de un centro exterior en Valencia.  